# Brian MacLaren
Brian MacLaren (* 21. Dezember 1943 in Winnipeg) ist ein ehemaliger kanadischer Mittelstreckenläufer und Sprinter.
1966 gewann er bei den British Empire and Commonwealth Games in Kingston Silber mit der kanadischen 4-mal-440-Yards-Stafette, und 1967 holte er bei den Panamerikanischen Spielen in Winnipeg Bronze über 800 m und Silber in der 4-mal-400-Meter-Staffel.
Bei den Olympischen Spielen 1968 in Mexiko-Stadt schied er mit der kanadischen 4-mal-400-Meter-Stafette im Vorlauf aus. 1972 scheiterte er bei den Olympischen Spielen in München sowohl über 400 m wie auch in der 4-mal-400-Meter-Staffel in der ersten Runde.
1972 stellte er mit 47,3 s seine persönliche Bestzeit über 400 m auf.
1989 wurde er in die Manitoba Sports Hall of Fame aufgenommen.